# Christian Gasser (Autor)
Christian Gasser (* 1963 in Bern) ist ein Schweizer Autor, Journalist und Radiomoderator. Er ist zudem Mitherausgeber der Comic-Zeitschrift Strapazin und seit 2014 Dozent in den Studienrichtungen Animation und Illustration an der Hochschule Luzern.

## Leben und Werk

### Journalist und Radiomoderator
Christian Gasser wurde 1963 in Bern in der Schweiz geboren und wuchs dort auf. Er studierte Germanistik und Romanistik in Bern und Paris. Seit 1999 lebt er in Luzern und arbeitet als freier Schriftsteller, Publizist und Kulturjournalist. Dabei ist er sowohl als Journalist für Zeitungen wie die Neue Zürcher Zeitung (NZZ) wie auch für verschiedene Radiosender in der Schweiz und Deutschland tätig.
Von 1988 bis 2003 war er Redaktor und Moderator beim Schweizer Radiosender DRS 3, heute Radio SRF 3, wo er die Sendungen Sounds! und Sounds! Surprise moderierte. Zudem schreibt und produziert er seit 1995 Hörspiele, Radio-Features und Kulturbeiträge für Sender wie den WDR, den SWR, den DLF, das DLR und DRS 2/SRF 2 Kultur. 1994 erhielt er den Zürcher Radiopreis und 1996 den Prix Europa Berlin für seine Arbeiten, 2013 war er Juror beim Radio- und Podcastfestival SONOHR.

### Autor und Aktivitäten in der Comic-Szene
Beim Internationalen Comicfestival Fumetto in Luzern war Gasser erstmals 1993 tätig, als Jurymitglied des Wettbewerbs zum Thema Musik. Zehn Jahre darauf war er einer der Organisatoren und blieb in das Festival weiterhin eingebunden. 2007 produzierte er die ersten Podcasts zu vier Festivalausstellungen.
1999 erschien der von Gasser herausgegebene Katalog Mutanten – die deutschsprachige Comic-Avantgarde der neunziger Jahre im Hatje Cantz Verlag zur gleichnamigen Ausstellung im NRW-Forum Kultur und Wirtschaft Düsseldorf, in dem in Kurzporträts moderne Comic-Zeichner der 1990er Jahre und ihre Arbeiten vorgestellt wurden.
Ein Jahr später, 2000, erschien sein Buch Mein erster Sanyo. Bekenntnisse eines Pop-Besessenen, eine autobiographische Erzählung über seine Liebe zur Musik, in der Edition Tiamat. Laut Stephanie Grimm in der taz „erzählt Christian Gasser unterhaltsam, in hübschen und eleganten Schleifen, sein langsames, von peinlichen Aussetzern begleitetes Herantasten an den richtigen Geschmack. Doch als der endlich gefunden ist, folgt rasch die Einsicht, dass all das angehäufte Wissen wenig wert ist in den Augen der Welt.“ Sie hebt vor allem seine Anleitung zum „Aufnehmen eines Mix-Tapes“ hervor: „vor allem, wenn der Adressat eine Angebetete ist: ‚Mut zur Rücksicht auf ihre Vorlieben! Damit sagst du: Ich bin kein Geschmackstyrann, und du wirst bei mir auch deine CDs einlegen können. Entscheidend ist aber: Keine Anbiederung! Keine faulen Kompromisse!‘“. Gasser ging mit dem Buch auf Lesetour, er las daraus vor und legte Platten dazu auf. Mario Alexander Weber griff in seiner Rezension auf literaturkritik.de auf das Bild eines „Fussel im Bauchnabel der Popmusik“ von Karl Bruckmaier zurück, das dieser in einer Kurzkritik zu Gassers Buch verwendete; er selbst ordnete es als „Bekenntnisbuch“ ein.
Das Buch wurde 2007 im Heyne Verlag neu aufgelegt, im gleichen Jahr veröffentlichte er mit Blam! Blam! Und du bist tot! Super- und andere Antihelden eine weitere autobiografische Darstellung in der Edition Tiamat, diesmal mit einem Fokus auf den Bereich Comics.
Gasser ist zudem Mitherausgeber der Comic-Zeitschrift Strapazin und war Kurator und Moderator unter anderem der Graphic-Novel-Tage im Literaturhaus Hamburg in den Jahren 2012 bis 2017 oder der Veranstaltung Avant Comics in Madrid von 2007 bis 2011 sowie Mitglied in diversen Juries in den Bereichen Comics, Animationsfilm und Radio, darunter beim Max-und-Moritz-Preis des internationalen Comic-Salon Erlangen seit 2010 und in der BAK-Kommission zur Förderung des Animationsfilms seit 2014. 2012 kuratierte er für das Cartoonmuseum Basel die Ausstellung Comic Deluxe. Das Comic-Magazin STRAPAZIN und gab mit Anette Gehrig den gleichnamigen Katalog heraus.
Mit Rakkaus! (finnisch: Liebe) erschien 2014 zudem sein erster und bislang einziger Roman, veröffentlicht im Rowohlt Verlag.
Seit 2004 ist Gasser freier Mitarbeiter an der Hochschule Luzern und dort in verschiedenen Projekten aktiv. Seit 2013 ist er Dozent für Theorie in den Studienrichtungen Animation und Illustration.

## Hörspiele (Auswahl)
- 1996: Kinky Friedman: Lone Star (Bearbeitung (Wort), gemeinsam mit Wiglaf Droste) – Regie: Thomas Werner (Hörspielbearbeitung, Kriminalhörspiel – WDR)
- 1999: Mutantenkosmos. Die Comic-Szene der 90er – Regie: Jörg Schlüter (Feature – WDR)
- 1999: Blam Blam Kawumm – Regie: Susanne Krings (Original-Hörspiel, Science-Fiction-Hörspiel – WDR)
- 2001: Blam! Blam! Whiizzz!!! Die Rückkehr der Comicfiguren – Regie: Susanne Krings (Originalhörspiel – WDR)
- 2003: Lelouchs Vision – Regie: Petra Feldhoff (Originalhörspiel, Science-Fiction-Hörspiel – WDR)

## Veröffentlichungen
- Mutanten – die deutschsprachige Comic-Avantgarde der neunziger Jahre. (Herausgeber), Hatje-Cantz, Ostfildern-Ruit 1999, ISBN 978-3-7757-0900-2
- Mein erster Sanyo. Bekenntnisse eines Pop-Besessenen. Edition Tiamat, Berlin 2000, ISBN 978-3-89320-039-9 (Neuauflage im Heyne Verlag, München 2007, ISBN 978-3-453-21082-0)
- Blam! Blam! Und du bist tot! Super- und andere Antihelden. Edition Tiamat, Berlin 2007, ISBN 978-3-89320-114-3
- Frisch gestrichen. Meisterwerke der Kunstparodie. (Herausgeber, mit Anette Gehrig), Christoph Merian Verlag, Basel 2010, ISBN 978-3-85616-512-3
- Lernen ist eine lange Reise voller Überraschungen. Jahrespublikation, Fachbereiche Illustration und Graphic Design, Hochschule Luzern D&K, Luzern 2011, ISBN 978-3-906413-82-2
- animation.ch. Vielfalt und Visionen im Schweizer Animationsfilm/Vision and Versatility in Swiss Animated Film. Hochschule Luzern D&K/Benteli, Luzern 2011, ISBN 978-3-7165-1693-5
- Comic Deluxe. Das Comic-Magazin STRAPAZIN. Christoph Merian Verlag, Basel 2012, ISBN 978-3-85616-577-2
- Rakkaus! (finnisch: Liebe). Rowohlt Verlag, Reinbek 2014, ISBN 978-3-499-26928-8

## Belege
1. 1 2 3 4 5  Profil an der Hochschule Luzern; abgerufen am 5. September 2022.
2. ↑  Silvia Süess: Ein Fest für die Ohren. In: WOZ Die Wochenzeitung. 7. Februar 2013, abgerufen am 15. September 2022.
3. ↑  Fumetto-Archiv (1993), Wettbewerb, Jury.
4. ↑  Fumetto-Archiv (2003), Festival 2003, Organisation.
5. ↑  2016 etwa wieder als Juror, 2021 als Moderator.
6. ↑  Fumetto-Archiv (2007), Specials.
7. ↑  Mutanten – die deutschsprachige Comic-Avantgarde der neunziger Jahre. bei Hatje-Cantz; abgerufen am 5. September 2022.
8. ↑  Stephanie Grimm: Die Botschaft des Mix-Tapes. 2. Mai 2001, taz; abgerufen am 5. September 2022.
9. ↑  Mario Alexander Weber: Fussel im Bauchnabel der Popmusik. Christian Gasser liefert mit "Mein erster Sanyo" seinen Beitrag zur Bekenntnisliteratur. 1. April 2004, literaturkritik.de; abgerufen am 5. September 2022.
10. ↑  Comics Deluxe! Das Comicmagazin Strapazin, 10.11.2012 — 3.3.2013. Cartoonmuseum Basel, abgerufen am 15. September 2022.

| Personendaten    | Personendaten                                    |
| ---------------- | ------------------------------------------------ |
| NAME             | Gasser, Christian                                |
| KURZBESCHREIBUNG | Schweizer Autor, Journalist und Hörfunkmoderator |
| GEBURTSDATUM     | 1963                                             |
| GEBURTSORT       | Bern                                             |